# Balerna
Balerna é uma comuna da Suíça, no Cantão Tessino, com cerca de 3.506 habitantes. Estende-se por uma área de 2,60 km², de densidade populacional de 1.348 hab/km². Confina com as seguintes comunas: Castel San Pietro, Chiasso, Coldrerio, Morbio Inferiore, Novazzano. 
A língua oficial nesta comuna é o Italiano.